# S Золотої Риби
S Золотої Риби (лат. S Doradus) — найяскравіша зірка в Великій Магеллановій Хмарі, супутнику нашої Галактики. Це гіпергігант, одна з найяскравіших зірок, відомих науці, але вона знаходиться дуже далеко від нас, і тому не видно неозброєним оком. Відстань до зірки від нас визначається в 169 000 світлових років. Вона також належить розсіяному скупченню NGC 1910, яке знаходиться в північній частині центральної смуги ВМХ.
За масою S Золотої Риби перевершує наше Сонце в 60 разів, по світності — в 500 000 разів. Такі зірки витрачають своє ядерне паливо так швидко, що їхнє життя триває не більше декількох мільйонів років. Через подібну світність тиск світла на поверхні S Золотої Риби досягає величезної величини, що виробляє колосальні викиди зоряної речовини у вигляді сонячного вітру.
Зірка є прототипом для змінних зірок, що класифікуються за типом S Золотої Риби (S Dor).

## Історія
S Золотої Риби була помічена у 1897 році як незвичайна і мінлива зірка типу Secchi I з яскравими лініями Hα, Hβ і Hγ. Формально визнана як змінна зірка вона отримала ім'я S Золотої Риби у 1904 році у Другому додатку до каталогу змінних зірок.
S Золотої Риби неодноразово спостерігалася протягом найближчих десятиліть. У 1924 р. вона була описана як «клас P Cygni» і записаною з видимою зоряною величиною 9,5. У 1925 році її абсолютна величина була оцінена в -8,9. У 1933 році вона була віднесена до 9-ї величини з бек-зіркою з яскравими лініями водню. Це була найяскравіша зірка, відома тоді.
У 1943 р. мінливість трактувалася як спричинена затемненням двійкового супутника, що рухається з періодом 40 років. Це було спростовано в 1956 р., коли мінливість описувалася як нерегулярна, а спектр як A0 з випромінюванням багатьох спектральних ліній. Спостерігається зменшення яскравості на 0,8 величини з 1954 р. до 1955 р. У той же час, S Золотої Риби була відмічена як подібна зміннимм Хаббла-Сандея, LBVs, виявлених в M31 і M33. 
До 1969 року природа S Золотої Риби була ще невизначена, і вважалася, можливо, зіркою перед початковою послідовністю, але протягом наступного десятиліття вирішено було віднести її до окремого змінного типу S Золотої Риби, а змінні Хаббла-Сандая розвивалися масовими надгігантами. Зрештою, вони отримали ім'я «Світло-сині змінні» в 1984 році, частково зроблені через схожість абревіатуру LBV з чітко визначеним класом LPV зі змінними зірками. Система класифікації, визначена для Загального каталогу змінних зірок, попередньо опублікована, і тому абревіатура SDOR використовується для LBVs.

## Оточення
S Золотої Риби є найяскравішим членом відкритого кластера NGC 1910, також відомого як зіркова асоціація LH41, яку видно в біноклі як яскраву конденсацію всередині основної стійки ВМХ. Це одна з найбільш візуально яскравих окремих зірок у ВМХ, в деякий час найяскравіша. [26] У ВМХ є лише кілька інших зірок 9 величини, такі як жовтий гіпергіганг HD 33579.
У районі S Золотої Риби є декілька компактних кластерів, в рамках загальної асоціації NGC 1910 / LH41. Найближчий менше, ніж чотири дуги-хвилини, містить дві з трьох зірок WO на всій ВМХ, а весь кластер приблизно такий же яскравий, як S Золотої Риби. Трохи далі знаходиться NGC 1916. Інша змінна, R85, знаходиться всього в двох хвилинах. У цій багатій зоні зоряного формування також знаходиться третя зірка Вольфа-Райє, щонайменше 10 інших надгігантів і щонайменше 10 зірок класу О.